# Park Taewon

Park Taewon (Hangul: 박태원) fue un escritor surcoreano.

## Biografía
Park Taewon nació en Seúl, Corea, el 7 de diciembre de 1909. Usó los seudónimos de Mongbo y Gubo. Se graduó de la escuela secundaria Gyeongseong Cheil y entró en la Universidad Hosei en Japón en 1930, pero no se graduó. Debutó en la literatura cuando aún era estudiante de escuela secundaria con "La hermana mayor" (Nunim) que obtuvo una mención honorable en el concurso patrocinado por la publicación Mundo Literario de Joseon (Joseon mundan); y como escritor de ficción en 1929 con la publicación del relato corto "La barba" (Suyeom) en Nueva vida (Sinsaeng). Se unió en 1930 al Grupo de los Nueve (Gu-inhoe), un grupo en el que también estaba Yi Sang  y se dedicó a escritura de ficción desde entonces. Después de la liberación de Corea en 1945, se unió al comité ejecutivo central de la Alianza de Escritores Coreanos (Joseon munhakga dongmaeng).
Em 1950 cruzó el paralelo 38 y fue a Corea del Norte, donde escribió y trabajó como profesor en la Universidad de Literatura de Pyeongyang. Se purgaron sus trabajos y se le prohibió escribir en 1956, pero restablecieron sus privilegios como escritor en 1960.
Falleció el 10 de julio de 1986.

## Obra
Este escritor modernista, que adoptó técnicas experimentales y un meticuloso método de trabajo, estaba comprometido principalmente con la estética y el modo de expresión en sí mismo más que en las ideas expresadas. Sus primeras obras de ficción, en particular, fueron producto de sus intentos de crear un nuevo estilo de escritura. Por ejemplo, "Agotamiento" (Piro, 1933) y "Gente desgraciada" (Ttakhan saramdeul, 1934) contienen símbolos y diagramas de anuncios de periódicos; "Las circunstancias" (Jeonmal, 1935) y "Biryang" (Biryang, 1936) contienen largas frases compuestas de más de cinco oraciones conectadas con comas.
Park Taewon, junto con Yi Sang, rechazaron la literatura tendenciosa e insistieron en la importancia de apreciar la literatura como un arte lingüístico, no como un medio para trasmitir ideologías. En la segunda mitad de los años treinta se empezó a interesar por las costumbres y los manierismos de la época, y finalmente abandonó el interés por la invención estilística. Un  día en la vida del novelista Gubo (Soseolga Gubossiui 1 il), una novela corta publicada de forma serial en el periódico Chosun Joongang Ilbo del 1 de agosto al 19 de septiembre de 1934, es una obra semiautobiográfica que describe una serie de observaciones hechas por un escritor que da un paseo por la ciudad. Escenas junto al riachuelo (Cheonbyeon punggyeong, 1936-1937), es un elaborado retrato del modo de vida en la ciudad y de la clase obrera presentado por episodios, y se la considera una novela modernista representativa de los años treinta. Después de que Corea consiguiera la independencia, empezó a escribir sobre temas históricos y problemas de identidad nacional, dedicándose casi exclusivamente a la novela histórica.

## Obras en coreano (lista parcial)
Novelas
- Un día en la vida del novelista Gubo (Soseolga Gubossiui 1 il)
- Escenas junto al riachuelo (Cheonbyeon punggyeong, 1936-1937)
- ¿Sale el sol sobre el monte Gyemyeong? (Gyemyeong sancheoneun balga oneunya, 1965)
- La rebelión campesina de Gabo (Gabo nongmin jeonjaeng, 1977-1986)

'Relatos cortos
- "Agotamiento" (Piro, 1933)
- "Gente desgraciada" (Ttakhan saramdeul, 1934)
- "Las circunstancias" (Jeonmal, 1935)
- "Biryang" (Biryang, 1936)